# 백주의 암흑
백주의 암흑은 한국에서 제작된 이봉래 감독의 1961년 영화이다. 방수일 등이 주연으로 출연하였고 이봉래 등이 제작에 참여하였다.

## 출연

### 주연
- 방수일
- 김혜정
- 황해
- 조항

## 제작진
- 조명: 박창호
- 미술: 이수진